# 1459 en musique classique
| \| • Retour à la chronologie générale de la musique classique • \| |
| Grèce • Rome • Haut Moyen Âge • VIIIe siècle • IXe siècle • Xe siècle • XIe siècle XIIe siècle • XIIIe siècle • XIVe siècle • XVe siècle • XVIe siècle • XVIIe siècle XVIIIe siècle • XIXe siècle • XXe siècle • XXIe siècle |
| • Retour à la chronologie générale de la musique classique • |

| Années en musique classique : 1456 - 1457 - 1458 - 1459 - 1460 - 1461 - 1462    |
| Décennies en musique classique : 1420 - 1430 - 1440 - 1450 - 1460 - 1470 - 1480 |

## Naissances
- 25 janvier : Paul Hofhaimer, compositeur et organiste autrichien († 1537).

Vers 1459 :
- Jean Mouton, compositeur franco-flamand († 30 octobre 1522).